# Élections municipales de 2020 en Meurthe-et-Moselle
Les élections municipales françaises de 2020 étaient prévues les 15 et 22 mars 2020. Comme dans le reste de la France, le report du second tour est annoncé en pleine crise sanitaire liée à la propagation du coronavirus (COVID-19).

## Maires sortants et maires élus (communes de plus de 5000 habitants)
Le scrutin est marqué par une grande stabilité politique, la gauche restant majoritaire dans le département. Le PS tire son épingle du jeu en remportant Jarville-la-Malgrange et surtout Nancy, respectivement contre la droite et le centre.
| Commune                   | Population | Maire sortant              | Parti | Parti | Maire élu           | Parti | Parti |
| ------------------------- | ---------- | -------------------------- | ----- | ----- | ------------------- | ----- | ----- |
| Val de Briey              | 8 228      | François Dietsch           |       | DVD   | François Dietsch    |       | DVD   |
| Champigneulles            | 6 745      | Bernard Vergance           |       | DVD   | Valentin Dethou     |       | LR    |
| Dombasle-sur-Meurthe      | 9 734      | David Fischer              |       | DVG   | David Fischer       |       | DVG   |
| Essey-lès-Nancy           | 8 823      | Michel Breuille            |       | PS    | Michel Breuille     |       | PS    |
| Frouard                   | 6 563      | Jean-François Grandbastien |       | PS    | Pascal Bartosik     |       | PS    |
| Heillecourt               | 5 527      | Didier Sartelet            |       | DVD   | Didier Sartelet     |       | DVD   |
| Homécourt                 | 6 176      | Jean-Pierre Minella        |       | PCF   | Jean Toniolo        |       | PCF   |
| Jarny                     | 8 283      | Jacky Zanardo              |       | PCF   | Jacky Zanardo       |       | PCF   |
| Jarville-la-Malgrange     | 9 264      | Jean-Pierre Hurpeau        |       | DVD   | Vincent Matheron    |       | DVG   |
| Jœuf                      | 6 549      | André Corzani              |       | DVG   | André Corzani       |       | DVG   |
| Laneuveville-devant-Nancy | 6 541      | Serge Bouly                |       | DVD   | Yann Frémy          |       | DVD   |
| Laxou                     | 14 444     | Laurence Wieser            |       | DVD   | Laurent Garcia      |       | MoDem |
| Liverdun                  | 6 087      | Jean-Pierre Huet           |       | PS    | Sébastien Dosé      |       | DVG   |
| Longuyon                  | 5 320      | Jean-Pierre Jacque         |       | DVG   | Jean-Pierre Jacque  |       | DVG   |
| Longwy                    | 14 378     | Jean-Marc Fournel          |       | PS    | Jean-Marc Fournel   |       | PS    |
| Ludres                    | 6 216      | Pierre Boileau             |       | DVD   | Pierre Boileau      |       | DVD   |
| Lunéville                 | 18 287     | Jacques Lamblin            |       | LR    | Catherine Paillard  |       | LR    |
| Malzéville                | 8 125      | Bertrand Kling             |       | DVG   | Bertrand Kling      |       | DVG   |
| Maxéville                 | 9 814      | Christophe Choserot        |       | DVG   | Christophe Choserot |       | DVG   |
| Mont-Saint-Martin         | 8 807      | Serge De Carli             |       | PCF   | Serge De Carli      |       | PCF   |
| Nancy                     | 105 382    | Laurent Hénart             |       | MR    | Mathieu Klein       |       | PS    |
| Neuves-Maisons            | 6 729      | Jean-Paul Vinchelin        |       | PS    | Pascal Schneider    |       | PS    |
| Pont-à-Mousson            | 14 228     | Henry Lemoine              |       | LR    | Henry Lemoine       |       | LR    |
| Saint-Max                 | 9 965      | Éric Pensalfini            |       | LR    | Éric Pensalfini     |       | LR    |
| Saint-Nicolas-de-Port     | 7 520      | Luc Binsinger              |       | LR    | Luc Binsinger       |       | LR    |
| Tomblaine                 | 7 661      | Hervé Féron                |       | PS    | Hervé Féron         |       | PS    |
| Toul                      | 15 832     | Alde Harmand               |       | PS    | Alde Harmand        |       | PS    |
| Vandœuvre-lès-Nancy       | 30 002     | Stéphane Hablot            |       | PS    | Stéphane Hablot     |       | PS    |
| Villers-lès-Nancy         | 14 415     | François Werner            |       | UDI   | François Werner     |       | UDI   |
| Villerupt                 | 9 737      | Alain Casoni               |       | PCF   | Pierrick Spizak     |       | PCF   |

## Résultats dans les communes de plus de5 000 habitants

### Val de Briey
- Maire sortant : François Dietsch
- 33 sièges à pourvoir au conseil municipal (population légale 2017 : 8 228 habitants)
- 10 sièges à pourvoir au conseil communautaire (CC Orne Lorraine Confluences)

| Tête de liste            | Tête de liste            | Liste                    | Premier tour | Premier tour | Deuxième tour | Deuxième tour | Sièges | Sièges |
| Tête de liste            | Tête de liste            | Liste                    | Voix         | %            | Voix          | %             | CM     | CC     |
| ------------------------ | ------------------------ | ------------------------ | ------------ | ------------ | ------------- | ------------- | ------ | ------ |
|                          | François Dietsch         | Divers                   | 860          | 40,22        | 1 058         | 53,29         | 26     | 8      |
|                          | Dino Barucci             | DVG                      | 688          | 32,17        | 927           | 46,70         | 7      | 2      |
|                          | Jean-Paul Daul           | DVD                      | 590          | 27,59        | 927           | 46,70         | 7      | 2      |
|                          |                          |                          |              |              |               |               |        |        |
| Exprimés                 | Exprimés                 | Exprimés                 | 2 138        | 97,05        | 1 985         | 96,92         |        |        |
| Votes blancs             | Votes blancs             | Votes blancs             | 28           | 1,27         | 34            | 1,66          |        |        |
| Votes nuls               | Votes nuls               | Votes nuls               | 37           | 1,68         | 29            | 1,42          |        |        |
| Total                    | Total                    | Total                    | 2 203        | 100          | 2 048         | 100           | 33     | 10     |
| Abstention               | Abstention               | Abstention               | 3 925        | 64,05        | 4 077         | 66,56         |        |        |
| Inscrits / participation | Inscrits / participation | Inscrits / participation | 6 128        | 35,95        | 6 125         | 33,44         |        |        |

### Champigneulles
- Maire sortant : Bernard Vergance
- 29 sièges à pourvoir au conseil municipal (population légale 2017 : 6 745 habitants)
- 7 sièges à pourvoir au conseil communautaire (CC du Bassin de Pompey)

| Tête de liste            | Tête de liste            | Liste                    | Premier tour | Premier tour | Deuxième tour | Deuxième tour | Sièges | Sièges |
| Tête de liste            | Tête de liste            | Liste                    | Voix         | %            | Voix          | %             | CM     | CC     |
| ------------------------ | ------------------------ | ------------------------ | ------------ | ------------ | ------------- | ------------- | ------ | ------ |
|                          | Valentin Dethou          | DVD                      | 990          | 46,96        | 1 027         | 54,45         | 23     | 6      |
|                          | Pierre Felicani          | DVD                      | 576          | 27,32        | 476           | 25,23         | 3      | 1      |
|                          | Xavier Galus             | DVG                      | 321          | 15,22        | 257           | 13,62         | 2      | 0      |
|                          | Thierry Claude           | Divers                   | 221          | 10,48        | 126           | 6,68          | 1      | 0      |
|                          |                          |                          |              |              |               |               |        |        |
| Exprimés                 | Exprimés                 | Exprimés                 | 2 108        | 98,18        | 1 886         | 98,49         |        |        |
| Votes blancs             | Votes blancs             | Votes blancs             | 9            | 0,42         | 14            | 0,73          |        |        |
| Votes nuls               | Votes nuls               | Votes nuls               | 30           | 1,4          | 15            | 0,78          |        |        |
| Total                    | Total                    | Total                    | 2 147        | 100          | 1 915         | 100           | 29     | 7      |
| Abstention               | Abstention               | Abstention               | 2 632        | 55,07        | 2 879         | 60,05         |        |        |
| Inscrits / participation | Inscrits / participation | Inscrits / participation | 4 779        | 44,93        | 4 794         | 39,95         |        |        |

### Dombasle-sur-Meurthe
- Maire sortant : David Fischer
- 29 sièges à pourvoir au conseil municipal (population légale 2017 : 9 734 habitants)
- 13 sièges à pourvoir au conseil communautaire (CC des Pays du Sel et du Vermois)

|                          | David Fischer            | Divers                   | 1 345 | 54,27 | 23 | 10 |  |  |
|                          | Nicolas Di-Sciullo       | Divers                   | 1 133 | 45,72 | 6  | 3  |  |  |
|                          |                          |                          |       |       |    |    |  |  |
| Exprimés                 | Exprimés                 | Exprimés                 | 2 478 | 97,21 |    |    |  |  |
| Votes blancs             | Votes blancs             | Votes blancs             | 33    | 1,29  |    |    |  |  |
| Votes nuls               | Votes nuls               | Votes nuls               | 38    | 1,49  |    |    |  |  |
| Total                    | Total                    | Total                    | 2 549 | 100   | 29 | 13 |  |  |
| Abstention               | Abstention               | Abstention               | 4 049 | 61,37 |    |    |  |  |
| Inscrits / participation | Inscrits / participation | Inscrits / participation | 6 598 | 38,63 |    |    |  |  |

### Essey-lès-Nancy
- Maire sortant : Michel Breuille
- 29 sièges à pourvoir au conseil municipal (population légale 2017 : 8 823 habitants)
- 2 sièges à pourvoir au conseil communautaire (Métropole du Grand Nancy )

|                          | Michel Breuille          | DVG                      | 1 535 | 64,14 | 24 | 2 |  |  |
|                          | Christophe Chevardé      | DVD                      | 858   | 35,85 | 5  | 0 |  |  |
|                          |                          |                          |       |       |    |   |  |  |
| Exprimés                 | Exprimés                 | Exprimés                 | 2 393 | 97,51 |    |   |  |  |
| Votes blancs             | Votes blancs             | Votes blancs             | 31    | 1,26  |    |   |  |  |
| Votes nuls               | Votes nuls               | Votes nuls               | 30    | 1,22  |    |   |  |  |
| Total                    | Total                    | Total                    | 2 454 | 100   | 29 | 2 |  |  |
| Abstention               | Abstention               | Abstention               | 3 737 | 60,36 |    |   |  |  |
| Inscrits / participation | Inscrits / participation | Inscrits / participation | 6 191 | 39,64 |    |   |  |  |

### Frouard
- Maire sortant : Jean-François Grandbastien
- 29 sièges à pourvoir au conseil municipal (population légale 2017 : 6 563 habitants)
- 7 sièges à pourvoir au conseil communautaire (CC du Bassin de Pompey)

| Tête de liste            | Tête de liste            | Liste                    | Premier tour | Premier tour | Deuxième tour | Deuxième tour | Sièges | Sièges |
| Tête de liste            | Tête de liste            | Liste                    | Voix         | %            | Voix          | %             | CM     | CC     |
| ------------------------ | ------------------------ | ------------------------ | ------------ | ------------ | ------------- | ------------- | ------ | ------ |
|                          | Pascal Bartosik          | DVG                      | 597          | 34,27        | 722           | 43,46         | 21     | 5      |
|                          | William Graff            | Divers                   | 442          | 25,37        | 531           | 31,96         | 5      | 1      |
|                          | Yves Leickner            | DVG                      | 419          | 24,05        | 408           | 24,56         | 3      | 1      |
|                          | Catherine Fouet          | DVG                      | 209          | 11,99        | Retrait       | Retrait       | 0      | 0      |
|                          | Lucien Aubert            | EG                       | 75           | 4,30         |               |               | 0      | 0      |
|                          |                          |                          |              |              |               |               |        |        |
| Exprimés                 | Exprimés                 | Exprimés                 | 1 742        | 96,62        | 1 661         | 97,76         |        |        |
| Votes blancs             | Votes blancs             | Votes blancs             | 27           | 1,50         | 23            | 1,35          |        |        |
| Votes nuls               | Votes nuls               | Votes nuls               | 34           | 1,89         | 15            | 0,88          |        |        |
| Total                    | Total                    | Total                    | 1 803        | 100          | 1 699         | 100           | 29     | 7      |
| Abstention               | Abstention               | Abstention               | 2 848        | 61,23        | 2 948         | 63,44         |        |        |
| Inscrits / participation | Inscrits / participation | Inscrits / participation | 4 651        | 38,77        | 4 647         | 36,56         |        |        |

### Heillecourt
- Maire sortant : Didier Sartelet
- 29 sièges à pourvoir au conseil municipal (population légale 2017 : 5 527 habitants)
- 1 sièges à pourvoir au conseil communautaire (Métropole du Grand Nancy )

|                          | Didier Sartelet          | DVD                      | 1 148 | 57,65 | 23 | 1 |  |  |
|                          | Hervé Willer             | DVG                      | 843   | 42,34 | 6  | 0 |  |  |
|                          |                          |                          |       |       |    |   |  |  |
| Exprimés                 | Exprimés                 | Exprimés                 | 1 991 | 98,42 |    |   |  |  |
| Votes blancs             | Votes blancs             | Votes blancs             | 21    | 1,04  |    |   |  |  |
| Votes nuls               | Votes nuls               | Votes nuls               | 11    | 0,54  |    |   |  |  |
| Total                    | Total                    | Total                    | 2 023 | 100   | 29 | 1 |  |  |
| Abstention               | Abstention               | Abstention               | 2 542 | 55,68 |    |   |  |  |
| Inscrits / participation | Inscrits / participation | Inscrits / participation | 4 565 | 44,32 |    |   |  |  |

### Homécourt
- Maire sortant : Jean-Pierre Minella
- 29 sièges à pourvoir au conseil municipal (population légale 2017 : 6 176 habitants)
- 7 sièges à pourvoir au conseil communautaire (CC Orne Lorraine Confluences)

| Tête de liste            | Tête de liste            | Liste                    | Premier tour | Premier tour | Deuxième tour | Deuxième tour | Sièges | Sièges |
| Tête de liste            | Tête de liste            | Liste                    | Voix         | %            | Voix          | %             | CM     | CC     |
| ------------------------ | ------------------------ | ------------------------ | ------------ | ------------ | ------------- | ------------- | ------ | ------ |
|                          | Jean Toniolo             | DVG                      | 353          | 24,78        | 582           | 35,70         | 20     | 5      |
|                          | Alain Aissaoui           | Divers                   | 220          | 15,44        | 582           | 35,70         | 20     | 5      |
|                          | André Martin             | DVG                      | 376          | 26,40        | 526           | 32,26         | 5      | 1      |
|                          | Benoît Bacchetti         | DVG                      | 368          | 25,84        | 522           | 32,02         | 4      | 1      |
|                          | Patrick Montana          | DVG                      | 107          | 7,51         |               |               | 0      | 0      |
|                          |                          |                          |              |              |               |               |        |        |
| Exprimés                 | Exprimés                 | Exprimés                 | 1 424        | 96,41        | 1 630         | 97,37         |        |        |
| Votes blancs             | Votes blancs             | Votes blancs             | 26           | 1,76         | 25            | 1,49          |        |        |
| Votes nuls               | Votes nuls               | Votes nuls               | 27           | 1,83         | 19            | 1,14          |        |        |
| Total                    | Total                    | Total                    | 1 477        | 100          | 1 674         | 100           | 29     | 7      |
| Abstention               | Abstention               | Abstention               | 2 515        | 63,00        | 2 306         | 57,94         |        |        |
| Inscrits / participation | Inscrits / participation | Inscrits / participation | 3 992        | 37,00        | 3 980         | 42,06         |        |        |

### Jarny
- Maire sortant : Jacky Zanardo
- 29 sièges à pourvoir au conseil municipal (population légale 2017 : 8 283 habitants)
- 9 sièges à pourvoir au conseil communautaire (CC Orne Lorraine Confluences)

|                          | Jacky Zanardo            | DVG                      | 1 104 | 100,00 | 29 | 9 |  |  |
|                          |                          |                          |       |        |    |   |  |  |
| Exprimés                 | Exprimés                 | Exprimés                 | 1 104 | 87,55  |    |   |  |  |
| Votes blancs             | Votes blancs             | Votes blancs             | 62    | 4,92   |    |   |  |  |
| Votes nuls               | Votes nuls               | Votes nuls               | 95    | 7,53   |    |   |  |  |
| Total                    | Total                    | Total                    | 1 261 | 100    | 29 | 9 |  |  |
| Abstention               | Abstention               | Abstention               | 5 079 | 80,11  |    |   |  |  |
| Inscrits / participation | Inscrits / participation | Inscrits / participation | 6 340 | 19,89  |    |   |  |  |

### Jarville-la-Malgrange
- Maire sortant : Jean-Pierre Hurpeau
- 29 sièges à pourvoir au conseil municipal (population légale 2017 : 9 264 habitants)
- 2 sièges à pourvoir au conseil communautaire (Métropole du Grand Nancy )

| Tête de liste            | Tête de liste            | Liste                    | Premier tour | Premier tour | Deuxième tour | Deuxième tour | Sièges | Sièges |
| Tête de liste            | Tête de liste            | Liste                    | Voix         | %            | Voix          | %             | CM     | CC     |
| ------------------------ | ------------------------ | ------------------------ | ------------ | ------------ | ------------- | ------------- | ------ | ------ |
|                          | Vincent Matheron         | DVG                      | 717          | 41,04        | 914           | 50,10         | 22     | 2      |
|                          | Claude Damm              | Divers                   | 568          | 32,51        | 603           | 33,05         | 5      | 0      |
|                          | Claude Lavicka           | DVG                      | 462          | 26,44        | 307           | 16,83         | 2      | 0      |
|                          |                          |                          |              |              |               |               |        |        |
| Exprimés                 | Exprimés                 | Exprimés                 | 1 747        | 95,67        | 1 824         | 97,54         |        |        |
| Votes blancs             | Votes blancs             | Votes blancs             | 40           | 2,19         | 34            | 1,82          |        |        |
| Votes nuls               | Votes nuls               | Votes nuls               | 39           | 2,14         | 12            | 0,64          |        |        |
| Total                    | Total                    | Total                    | 1 826        | 100          | 1 870         | 100           | 29     | 2      |
| Abstention               | Abstention               | Abstention               | 3 463        | 65,48        | 3 424         | 64,68         |        |        |
| Inscrits / participation | Inscrits / participation | Inscrits / participation | 5 289        | 34,52        | 5 294         | 35,32         |        |        |

### Jœuf
- Maire sortant : André Corzani
- 29 sièges à pourvoir au conseil municipal (population légale 2017 : 6 549 habitants)
- 7 sièges à pourvoir au conseil communautaire (CC Orne Lorraine Confluences)

|                          | André Corzani            | DVG                      | 956   | 69,17 | 25 | 6 |  |  |
|                          | Pierre André Thiebault   | Divers                   | 426   | 30,82 | 4  | 1 |  |  |
|                          |                          |                          |       |       |    |   |  |  |
| Exprimés                 | Exprimés                 | Exprimés                 | 1 382 | 97,12 |    |   |  |  |
| Votes blancs             | Votes blancs             | Votes blancs             | 16    | 1,12  |    |   |  |  |
| Votes nuls               | Votes nuls               | Votes nuls               | 25    | 1,76  |    |   |  |  |
| Total                    | Total                    | Total                    | 1 423 | 100   | 29 | 7 |  |  |
| Abstention               | Abstention               | Abstention               | 2 906 | 67,13 |    |   |  |  |
| Inscrits / participation | Inscrits / participation | Inscrits / participation | 4 329 | 32,87 |    |   |  |  |

### Laneuveville-devant-Nancy
- Maire sortant : Serge Bouly
- 29 sièges à pourvoir au conseil municipal (population légale 2017 : 6 541 habitants)
- 2 sièges à pourvoir au conseil communautaire (Métropole du Grand Nancy )

| Tête de liste            | Tête de liste            | Liste                    | Premier tour | Premier tour | Deuxième tour | Deuxième tour | Sièges | Sièges |
| Tête de liste            | Tête de liste            | Liste                    | Voix         | %            | Voix          | %             | CM     | CC     |
| ------------------------ | ------------------------ | ------------------------ | ------------ | ------------ | ------------- | ------------- | ------ | ------ |
|                          | Eric Da Cunha            | Divers                   | 709          | 39,49        | 839           | 45,72         | 21     | 2      |
|                          | Yann Frémy               | DVD                      | 790          | 44,01        | 742           | 40,43         | 6      | 0      |
|                          | Olivier Laurent          | 0                        | 296          | 16,49        | 254           | 13,84         | 2      | 0      |
|                          |                          |                          |              |              |               |               |        |        |
| Exprimés                 | Exprimés                 | Exprimés                 | 1 795        | 96,45        | 1 835         | 96,78         |        |        |
| Votes blancs             | Votes blancs             | Votes blancs             | 31           | 1,67         | 26            | 1,37          |        |        |
| Votes nuls               | Votes nuls               | Votes nuls               | 35           | 1,88         | 35            | 1,85          |        |        |
| Total                    | Total                    | Total                    | 1 861        | 100          | 1 896         | 100           | 29     | 2      |
| Abstention               | Abstention               | Abstention               | 2 856        | 60,55        | 2 833         | 59,91         |        |        |
| Inscrits / participation | Inscrits / participation | Inscrits / participation | 4 717        | 39,45        | 4 729         | 40,09         |        |        |

### Laxou
- Maire sortante : Laurence Wieser
- 33 sièges à pourvoir au conseil municipal (population légale 2017 : 14 444 habitants)
- 4 sièges à pourvoir au conseil communautaire (Métropole du Grand Nancy )

| Tête de liste            | Tête de liste            | Liste                    | Premier tour | Premier tour | Deuxième tour | Deuxième tour | Sièges | Sièges |
| Tête de liste            | Tête de liste            | Liste                    | Voix         | %            | Voix          | %             | CM     | CC     |
| ------------------------ | ------------------------ | ------------------------ | ------------ | ------------ | ------------- | ------------- | ------ | ------ |
|                          | Laurent Garcia           | Modem                    | 1 328        | 40,94        | 1 756         | 50,47         | 25     | 3      |
|                          | Laurence Wieser          | DVD                      | 1 097        | 33,82        | 1 723         | 49,52         | 8      | 1      |
|                          | Pierre Baumann           | DVG                      | 718          | 22,13        | 1 723         | 49,52         | 8      | 1      |
|                          | Clotilde Gressot         | Divers                   | 100          | 3,08         |               |               | 0      | 0      |
|                          |                          |                          |              |              |               |               |        |        |
| Exprimés                 | Exprimés                 | Exprimés                 | 3 243        | 97,12        | 3 479         | 97,67         |        |        |
| Votes blancs             | Votes blancs             | Votes blancs             | 27           | 0,81         | 42            | 1,18          |        |        |
| Votes nuls               | Votes nuls               | Votes nuls               | 69           | 2,07         | 41            | 1,15          |        |        |
| Total                    | Total                    | Total                    | 3 339        | 100          | 3 562         | 100           | 33     | 4      |
| Abstention               | Abstention               | Abstention               | 4 848        | 59,22        | 4 625         | 56,49         |        |        |
| Inscrits / participation | Inscrits / participation | Inscrits / participation | 8 187        | 40,78        | 8 187         | 43,51         |        |        |

### Liverdun
- Maire sortant : Jean-Pierre Huet
- 29 sièges à pourvoir au conseil municipal (population légale 2017 : 6 087 habitants)
- 6 sièges à pourvoir au conseil communautaire (CC du Bassin de Pompey)

|                          | Sébastien Dosé           | DVG                      | 1 182 | 67,27 | 25 | 5 |  |  |
|                          | Patrick Koch             | Divers                   | 575   | 32,72 | 4  | 1 |  |  |
|                          |                          |                          |       |       |    |   |  |  |
| Exprimés                 | Exprimés                 | Exprimés                 | 1 757 | 97,34 |    |   |  |  |
| Votes blancs             | Votes blancs             | Votes blancs             | 22    | 1,22  |    |   |  |  |
| Votes nuls               | Votes nuls               | Votes nuls               | 26    | 1,44  |    |   |  |  |
| Total                    | Total                    | Total                    | 1 805 | 100   | 29 | 6 |  |  |
| Abstention               | Abstention               | Abstention               | 2 895 | 61,60 |    |   |  |  |
| Inscrits / participation | Inscrits / participation | Inscrits / participation | 4 700 | 38,40 |    |   |  |  |

### Longuyon
- Maire sortant : Jean-Pierre Jacque
- 29 sièges à pourvoir au conseil municipal (population légale 2017 : 5 320 habitants)
- 16 sièges à pourvoir au conseil communautaire (CC Terre Lorraine du Longuyonnais)

|                          | Jean-Pierre Jacque       | Divers                   | 1 037 | 60,50 | 23 | 14 |  |  |
|                          | Etienne Raulet           | Divers                   | 475   | 27,71 | 5  | 2  |  |  |
|                          | Jean Mersch              | Divers                   | 202   | 11,78 | 1  | 0  |  |  |
|                          |                          |                          |       |       |    |    |  |  |
| Exprimés                 | Exprimés                 | Exprimés                 | 1 714 | 96,95 |    |    |  |  |
| Votes blancs             | Votes blancs             | Votes blancs             | 17    | 0,96  |    |    |  |  |
| Votes nuls               | Votes nuls               | Votes nuls               | 37    | 2,09  |    |    |  |  |
| Total                    | Total                    | Total                    | 1 768 | 100   | 29 | 16 |  |  |
| Abstention               | Abstention               | Abstention               | 2 030 | 53,45 |    |    |  |  |
| Inscrits / participation | Inscrits / participation | Inscrits / participation | 3 798 | 46,55 |    |    |  |  |

### Longwy
- Maire sortant : Jean-Marc Fournel
- 33 sièges à pourvoir au conseil municipal (population légale 2017 : 14 378 habitants)
- 12 sièges à pourvoir au conseil communautaire (CA de Longwy)

| Tête de liste            | Tête de liste            | Liste                    | Premier tour | Premier tour | Deuxième tour | Deuxième tour | Sièges | Sièges |
| Tête de liste            | Tête de liste            | Liste                    | Voix         | %            | Voix          | %             | CM     | CC     |
| ------------------------ | ------------------------ | ------------------------ | ------------ | ------------ | ------------- | ------------- | ------ | ------ |
|                          | Jean-Marc Fournel        | DVG                      | 751          | 34,38        | 889           | 45,63         | 25     | 9      |
|                          | Édouard Jacque           | Divers                   | 425          | 19,45        | 418           | 21,45         | 3      | 1      |
|                          | Mathieu Servagi          | LR                       | 350          | 16,02        | 417           | 21,40         | 3      | 1      |
|                          | Marco Agostini           | DVG                      | 234          | 10,71        | 224           | 11,49         | 2      | 1      |
|                          | Sylvain Kubler           | DVC                      | 166          | 7,60         |               |               | 0      | 0      |
|                          | Saïd Akmouche            | Divers                   | 117          | 5,35         | 0             | 0             |        |        |
|                          | Jean-Claude Conti        | Divers                   | 77           | 3,52         | 0             | 0             |        |        |
|                          | Malik Hadjadj            | Divers                   | 64           | 2,93         | 0             | 0             |        |        |
|                          |                          |                          |              |              |               |               |        |        |
| Exprimés                 | Exprimés                 | Exprimés                 | 2 184        | 97,72        | 1 948         | 97,79         |        |        |
| Votes blancs             | Votes blancs             | Votes blancs             | 15           | 0,67         | 19            | 0,95          |        |        |
| Votes nuls               | Votes nuls               | Votes nuls               | 36           | 1,61         | 25            | 1,26          |        |        |
| Total                    | Total                    | Total                    | 2 235        | 100          | 1 992         | 100           | 33     | 12     |
| Abstention               | Abstention               | Abstention               | 5 821        | 72,26        | 6 063         | 75,27         |        |        |
| Inscrits / participation | Inscrits / participation | Inscrits / participation | 8 056        | 27,74        | 8 055         | 24,73         |        |        |

### Ludres
- Maire sortant : Pierre Boileau
- 29 sièges à pourvoir au conseil municipal (population légale 2017 : 6 216 habitants)
- 2 sièges à pourvoir au conseil communautaire (Métropole du Grand Nancy )

|                          | Pierre Boileau           | DVD                      | 1 667 | 77,31 | 26 | 2 |  |  |
|                          | Claude Lombard           | PS                       | 489   | 22,68 | 3  | 0 |  |  |
|                          |                          |                          |       |       |    |   |  |  |
| Exprimés                 | Exprimés                 | Exprimés                 | 2 156 | 98,31 |    |   |  |  |
| Votes blancs             | Votes blancs             | Votes blancs             | 19    | 0,87  |    |   |  |  |
| Votes nuls               | Votes nuls               | Votes nuls               | 18    | 0,82  |    |   |  |  |
| Total                    | Total                    | Total                    | 2 193 | 100   | 29 | 2 |  |  |
| Abstention               | Abstention               | Abstention               | 3 025 | 57,97 |    |   |  |  |
| Inscrits / participation | Inscrits / participation | Inscrits / participation | 5 218 | 42,03 |    |   |  |  |

### Lunéville
- Maire sortant : Jacques Lamblin
- 33 sièges à pourvoir au conseil municipal (population légale 2017 : 18 287 habitants)
- 29 sièges à pourvoir au conseil communautaire (CC du Territoire de Lunéville à Baccarat)

|                          | Catherine Paillard       | LR                       | 2 096  | 54,51 | 26 | 23 |  |  |
|                          | Thibault Valois          | DVG                      | 1 451  | 37,73 | 6  | 5  |  |  |
|                          | Christelle Vivot         | ED                       | 298    | 7,75  | 1  | 1  |  |  |
|                          |                          |                          |        |       |    |    |  |  |
| Exprimés                 | Exprimés                 | Exprimés                 | 3 845  | 96,56 |    |    |  |  |
| Votes blancs             | Votes blancs             | Votes blancs             | 50     | 1,26  |    |    |  |  |
| Votes nuls               | Votes nuls               | Votes nuls               | 87     | 2,18  |    |    |  |  |
| Total                    | Total                    | Total                    | 3 982  | 100   | 33 | 29 |  |  |
| Abstention               | Abstention               | Abstention               | 8 718  | 68,65 |    |    |  |  |
| Inscrits / participation | Inscrits / participation | Inscrits / participation | 12 700 | 31,35 |    |    |  |  |

### Malzéville
- Maire sortant : Bertrand Kling
- 29 sièges à pourvoir au conseil municipal (population légale 2017 : 8 125 habitants)
- 2 sièges à pourvoir au conseil communautaire (Métropole du Grand Nancy )

|                          | Bertrand Kling           | DVG                      | 1 497 | 75,30 | 26 | 2 |  |  |
|                          | Corinne Marchal-Tarnus   | DVC                      | 491   | 24,69 | 3  | 0 |  |  |
|                          |                          |                          |       |       |    |   |  |  |
| Exprimés                 | Exprimés                 | Exprimés                 | 1 988 | 96,93 |    |   |  |  |
| Votes blancs             | Votes blancs             | Votes blancs             | 31    | 1,51  |    |   |  |  |
| Votes nuls               | Votes nuls               | Votes nuls               | 32    | 1,56  |    |   |  |  |
| Total                    | Total                    | Total                    | 2 051 | 100   | 29 | 2 |  |  |
| Abstention               | Abstention               | Abstention               | 3 621 | 63,84 |    |   |  |  |
| Inscrits / participation | Inscrits / participation | Inscrits / participation | 5 672 | 36,16 |    |   |  |  |

### Maxéville
- Maire sortant : Christophe Choserot
- 29 sièges à pourvoir au conseil municipal (population légale 2017 : 9 814 habitants)
- 3 sièges à pourvoir au conseil communautaire (Métropole du Grand Nancy )

|                          | Christophe Choserot      | DVG                      | 1 027 | 73,72 | 26 | 3 |  |  |
|                          | Alexandre Lamarque       | Divers                   | 366   | 26,27 | 3  | 0 |  |  |
|                          |                          |                          |       |       |    |   |  |  |
| Exprimés                 | Exprimés                 | Exprimés                 | 1 393 | 94,89 |    |   |  |  |
| Votes blancs             | Votes blancs             | Votes blancs             | 36    | 2,45  |    |   |  |  |
| Votes nuls               | Votes nuls               | Votes nuls               | 39    | 2,66  |    |   |  |  |
| Total                    | Total                    | Total                    | 1 468 | 100   | 29 | 3 |  |  |
| Abstention               | Abstention               | Abstention               | 2 986 | 67,04 |    |   |  |  |
| Inscrits / participation | Inscrits / participation | Inscrits / participation | 4 454 | 32,96 |    |   |  |  |

### Mont-Saint-Martin
- Maire sortant : Serge De Carli
- 29 sièges à pourvoir au conseil municipal (population légale 2017 : 8 807 habitants)
- 7 sièges à pourvoir au conseil communautaire (CA de Longwy)

|                          | Serge De Carli           | DVG                      | 1 082 | 65,02 | 24 | 6 |  |  |
|                          | Christophe Giovanardi    | DVG                      | 582   | 34,97 | 5  | 1 |  |  |
|                          |                          |                          |       |       |    |   |  |  |
| Exprimés                 | Exprimés                 | Exprimés                 | 1 664 | 97,48 |    |   |  |  |
| Votes blancs             | Votes blancs             | Votes blancs             | 20    | 1,17  |    |   |  |  |
| Votes nuls               | Votes nuls               | Votes nuls               | 23    | 1,35  |    |   |  |  |
| Total                    | Total                    | Total                    | 1 707 | 100   | 29 | 7 |  |  |
| Abstention               | Abstention               | Abstention               | 2 642 | 60,75 |    |   |  |  |
| Inscrits / participation | Inscrits / participation | Inscrits / participation | 4 349 | 39,25 |    |   |  |  |

### Nancy
- Maire sortant : Laurent Hénart
- 55 sièges à pourvoir au conseil municipal (population légale 2017 : 104 286 habitants)
- 33 sièges à pourvoir au conseil communautaire (Métropole du Grand Nancy )

|                          |                          |                          |              |              |               |               |        |        |  |
| Tête de liste            | Tête de liste            | Liste                    | Premier tour | Premier tour | Deuxième tour | Deuxième tour | Sièges | Sièges |  |
| Tête de liste            | Tête de liste            | Liste                    | Voix         | %            | Voix          | %             | CM     | CC     |  |
|                          | Mathieu Klein            | PS                       | 6 930        | 37,88        | 11 435        | 54,53         | 43     | 26     |  |
|                          | Laurent Watrin           | EELV                     | 1 873        | 10,24        | 11 435        | 54,53         | 43     | 26     |  |
|                          | Laurent Hénart           | DVC                      | 6 348        | 34,70        | 9 533         | 45,46         | 12     | 7      |  |
|                          | Françoise Hervé          | Divers                   | 1 121        | 6,12         |               |               | 0      | 0      |  |
|                          | Nordine Jouira           | LFI                      | 819          | 4,47         | 0             | 0             |        |        |  |
|                          | Grégoire Eury            | RN                       | 678          | 3,70         | 0             | 0             |        |        |  |
|                          | Patricia Melet           | DVD                      | 356          | 1,94         | 0             | 0             |        |        |  |
|                          | Christiane Nimsgern      | EG                       | 165          | 0,90         | 0             | 0             |        |        |  |
|                          |                          |                          |              |              |               |               |        |        |  |
| Exprimés                 | Exprimés                 | Exprimés                 | 18 290       | 96,82        | 20 968        | 97,54         |        |        |  |
| Votes blancs             | Votes blancs             | Votes blancs             | 108          | 0,57         | 316           | 1,47          |        |        |  |
| Votes nuls               | Votes nuls               | Votes nuls               | 493          | 2,61         | 212           | 0,99          |        |        |  |
| Total                    | Total                    | Total                    | 18 891       | 100          | 21 496        | 100           | 55     | 33     |  |
| Abstention               | Abstention               | Abstention               | 32 034       | 62,90        | 29 418        | 57,78         |        |        |  |
| Inscrits / participation | Inscrits / participation | Inscrits / participation | 50 925       | 37,10        | 50 914        | 42,22         |        |        |  |

### Neuves-Maisons
- Maire sortant : Jean-Paul Vinchelin
- 29 sièges à pourvoir au conseil municipal (population légale 2017 : 6 729 habitants)
- 9 sièges à pourvoir au conseil communautaire (CC Moselle et Madon)

|                          | Pascal Schneider         | PS                       | 1 143 | 61,78 | 24 | 8 |  |  |
|                          | Guy Bernard              | DVD                      | 707   | 38,21 | 5  | 1 |  |  |
|                          |                          |                          |       |       |    |   |  |  |
| Exprimés                 | Exprimés                 | Exprimés                 | 1 850 | 96,15 |    |   |  |  |
| Votes blancs             | Votes blancs             | Votes blancs             | 40    | 2,08  |    |   |  |  |
| Votes nuls               | Votes nuls               | Votes nuls               | 34    | 1,77  |    |   |  |  |
| Total                    | Total                    | Total                    | 1 924 | 100   | 29 | 9 |  |  |
| Abstention               | Abstention               | Abstention               | 2 947 | 60,50 |    |   |  |  |
| Inscrits / participation | Inscrits / participation | Inscrits / participation | 4 871 | 39,50 |    |   |  |  |

### Pont-à-Mousson
- Maire sortant : Henry Lemoine
- 33 sièges à pourvoir au conseil municipal (population légale 2017 : 14 228 habitants)
- 19 sièges à pourvoir au conseil communautaire (CC du bassin de Pont-à-Mousson)

|                          | Henry Lemoine            | LR                       | 1 911 | 60,17 | 27 | 16 |  |  |
|                          | Matthieu Jacquot         | Divers                   | 767   | 24,14 | 4  | 2  |  |  |
|                          | Johan Ohling             | Divers                   | 498   | 15,68 | 2  | 1  |  |  |
|                          |                          |                          |       |       |    |    |  |  |
| Exprimés                 | Exprimés                 | Exprimés                 | 3 176 | 97,16 |    |    |  |  |
| Votes blancs             | Votes blancs             | Votes blancs             | 27    | 0,83  |    |    |  |  |
| Votes nuls               | Votes nuls               | Votes nuls               | 66    | 2,02  |    |    |  |  |
| Total                    | Total                    | Total                    | 3 269 | 100   | 33 | 19 |  |  |
| Abstention               | Abstention               | Abstention               | 6 250 | 65,66 |    |    |  |  |
| Inscrits / participation | Inscrits / participation | Inscrits / participation | 9 519 | 34,34 |    |    |  |  |

### Saint-Max
- Maire sortant : Éric Pensalfini
- 29 sièges à pourvoir au conseil municipal (population légale 2017 : 9 965 habitants)
- 3 sièges à pourvoir au conseil communautaire (Métropole du Grand Nancy )

|                          | Éric Pensalfini          | LR                       | 2 258 | 79,90 | 26 | 3 |  |  |
|                          | Christine Minery         | DVG                      | 568   | 20,09 | 3  | 0 |  |  |
|                          |                          |                          |       |       |    |   |  |  |
| Exprimés                 | Exprimés                 | Exprimés                 | 2 826 | 97,11 |    |   |  |  |
| Votes blancs             | Votes blancs             | Votes blancs             | 22    | 0,76  |    |   |  |  |
| Votes nuls               | Votes nuls               | Votes nuls               | 62    | 2,13  |    |   |  |  |
| Total                    | Total                    | Total                    | 2 910 | 100   | 29 | 3 |  |  |
| Abstention               | Abstention               | Abstention               | 4 520 | 60,83 |    |   |  |  |
| Inscrits / participation | Inscrits / participation | Inscrits / participation | 7 430 | 39,17 |    |   |  |  |

### Saint-Nicolas-de-Port
- Maire sortant : Luc Binsinger
- 29 sièges à pourvoir au conseil municipal (population légale 2017 : 7 520 habitants)
- 10 sièges à pourvoir au conseil communautaire (CC des Pays du Sel et du Vermois)

|                          | Luc Binsinger            | LR                       | 1 492 | 89,02 | 28 | 10 |  |  |
|                          | Théo Thibaut             | DVD                      | 184   | 10,97 | 1  | 0  |  |  |
|                          |                          |                          |       |       |    |    |  |  |
| Exprimés                 | Exprimés                 | Exprimés                 | 1 676 | 92,04 |    |    |  |  |
| Votes blancs             | Votes blancs             | Votes blancs             | 92    | 5,05  |    |    |  |  |
| Votes nuls               | Votes nuls               | Votes nuls               | 53    | 2,91  |    |    |  |  |
| Total                    | Total                    | Total                    | 1 821 | 100   | 29 | 10 |  |  |
| Abstention               | Abstention               | Abstention               | 3 307 | 64,49 |    |    |  |  |
| Inscrits / participation | Inscrits / participation | Inscrits / participation | 5 128 | 35,51 |    |    |  |  |

### Tomblaine
- Maire sortant : Hervé Feron
- 29 sièges à pourvoir au conseil municipal (population légale 2017 : 8 887 habitants)
- 2 sièges à pourvoir au conseil communautaire (Métropole du Grand Nancy )

|                          | Hervé Feron              | DVG                      | 1 939 | 75,21 | 26 | 2 |  |  |
|                          | Mahmut Gundesli          | Divers                   | 639   | 24,78 | 3  | 0 |  |  |
|                          |                          |                          |       |       |    |   |  |  |
| Exprimés                 | Exprimés                 | Exprimés                 | 2 578 | 95,73 |    |   |  |  |
| Votes blancs             | Votes blancs             | Votes blancs             | 49    | 1,82  |    |   |  |  |
| Votes nuls               | Votes nuls               | Votes nuls               | 66    | 2,45  |    |   |  |  |
| Total                    | Total                    | Total                    | 2 693 | 100   | 29 | 2 |  |  |
| Abstention               | Abstention               | Abstention               | 3 436 | 56,06 |    |   |  |  |
| Inscrits / participation | Inscrits / participation | Inscrits / participation | 6 129 | 43,94 |    |   |  |  |

### Toul
- Maire sortant : Alde Harmand
- 33 sièges à pourvoir au conseil municipal (population légale 2017 : 15 832 habitants)
- 23 sièges à pourvoir au conseil communautaire (CC Terres Touloises)

|                          | Alde Harmand             | DVG                      | 2 857 | 68,36 | 28 | 20 |  |  |
|                          | Etienne Mangeot          | DVC                      | 1 322 | 31,63 | 5  | 3  |  |  |
|                          |                          |                          |       |       |    |    |  |  |
| Exprimés                 | Exprimés                 | Exprimés                 | 4 179 | 98,19 |    |    |  |  |
| Votes blancs             | Votes blancs             | Votes blancs             | 29    | 0,68  |    |    |  |  |
| Votes nuls               | Votes nuls               | Votes nuls               | 48    | 1,13  |    |    |  |  |
| Total                    | Total                    | Total                    | 4 256 | 100   | 33 | 23 |  |  |
| Abstention               | Abstention               | Abstention               | 5 455 | 56,17 |    |    |  |  |
| Inscrits / participation | Inscrits / participation | Inscrits / participation | 9 711 | 43,83 |    |    |  |  |

### Vandœuvre-lès-Nancy
- Maire sortant : Stéphane Hablot
- 39 sièges à pourvoir au conseil municipal (population légale 2017 : 30 002 habitants)
- 9 sièges à pourvoir au conseil communautaire (Métropole du Grand Nancy )

|                          | Stéphane Hablot          | PS                       | 3 272  | 65,80 | 34 | 8 |  |  |
|                          | Dominique Renaud         | LR                       | 925    | 18,60 | 3  | 1 |  |  |
|                          | Francois Palau           | REM                      | 473    | 9,51  | 2  | 0 |  |  |
|                          | Abderrahim Naoumi        | LFI                      | 190    | 3,82  | 0  | 0 |  |  |
|                          | Jacques Lacreuse         | EG                       | 112    | 2,25  | 0  | 0 |  |  |
|                          |                          |                          |        |       |    |   |  |  |
| Exprimés                 | Exprimés                 | Exprimés                 | 4 972  | 96,98 |    |   |  |  |
| Votes blancs             | Votes blancs             | Votes blancs             | 52     | 1,01  |    |   |  |  |
| Votes nuls               | Votes nuls               | Votes nuls               | 103    | 2,01  |    |   |  |  |
| Total                    | Total                    | Total                    | 5 127  | 100   | 39 | 9 |  |  |
| Abstention               | Abstention               | Abstention               | 10 237 | 66,63 |    |   |  |  |
| Inscrits / participation | Inscrits / participation | Inscrits / participation | 15 364 | 33,37 |    |   |  |  |

### Villers-lès-Nancy
- Maire sortant : François Werner
- 33 sièges à pourvoir au conseil municipal (population légale 2017 : 14 415 habitants)
- 4 sièges à pourvoir au conseil communautaire (Métropole du Grand Nancy )

|                          | François Werner          | DVC                      | 2 412  | 57,03 | 26 | 3 |  |  |
|                          | Cyrille Perrot           | PS                       | 1 817  | 42,96 | 7  | 1 |  |  |
|                          |                          |                          |        |       |    |   |  |  |
| Exprimés                 | Exprimés                 | Exprimés                 | 4 229  | 97,22 |    |   |  |  |
| Votes blancs             | Votes blancs             | Votes blancs             | 48     | 1,10  |    |   |  |  |
| Votes nuls               | Votes nuls               | Votes nuls               | 73     | 1,68  |    |   |  |  |
| Total                    | Total                    | Total                    | 4 350  | 100   | 33 | 4 |  |  |
| Abstention               | Abstention               | Abstention               | 6 019  | 58,05 |    |   |  |  |
| Inscrits / participation | Inscrits / participation | Inscrits / participation | 10 369 | 41,95 |    |   |  |  |

### Villerupt
- Maire sortant : Alain Casoni
- 29 sièges à pourvoir au conseil municipal (population légale 2017 : 9 737 habitants)
- 10 sièges à pourvoir au conseil communautaire (CC du Pays-Haut Val d'Alzette)

|                          | Pierrick Spizak          | DVG                      | 1 050 | 50,65 | 22 | 8  |  |  |
|                          | Bruno Guillotin          | DVC                      | 1 023 | 49,34 | 7  | 2  |  |  |
|                          |                          |                          |       |       |    |    |  |  |
| Exprimés                 | Exprimés                 | Exprimés                 | 2 073 | 96,69 |    |    |  |  |
| Votes blancs             | Votes blancs             | Votes blancs             | 32    | 1,49  |    |    |  |  |
| Votes nuls               | Votes nuls               | Votes nuls               | 39    | 1,82  |    |    |  |  |
| Total                    | Total                    | Total                    | 2 144 | 100   | 29 | 10 |  |  |
| Abstention               | Abstention               | Abstention               | 3 224 | 60,06 |    |    |  |  |
| Inscrits / participation | Inscrits / participation | Inscrits / participation | 5 368 | 39,94 |    |    |  |  |